# Trofeo Andros
El Trofeo Andros (en francés: Trophée Andros) es un campeonato de automovilismo de Francia que se disputa cada invierno boreal desde el año 1990. Surgió tras negociaciones entre el piloto de rallycross Max Mamers y la empresa alimenticia Andros. Atrae tanto a pilotos de rally, rallycross y carreras de montaña como a pilotos de rally raid (Stéphane Peterhansel) y automovilismo de velocidad (Yvan Muller, Alain Prost, Olivier Panis, Tiago Monteiro, Franck Lagorce).
La competición se disputa en circuitos recubiertos de hielo situados en Francia, aunque también ha visitado Sherbrooke, Canadá y Andorra. La mayoría de estos circuitos se ubican dentro o cerca de estaciones de esquí de los Alpes y los Pirineos franceses; tal es el caso de Alpe d'Huez, Serre Chevalier y Val Thorens. A partir de 1999, una vez finalizado el campeonato se suele correr una carrera de exhibición en otros puntos de Francia, en particular el Stade de France.
En la división principal, llamada Élite, se utilizan automóviles equipados con motores de hasta 3.0 litros de cilindrada, tracción a las cuatro ruedas y a veces dirección en las cuatro ruedas. Luego de la tanda de entrenamientos, se disputan mangas de cuatro pilotos y cuatro vueltas. Cada piloto corre dos mangas; según el tiempo de la mejor manga de cada piloto, los veinte mejores pasan a las semifinales. Estas son dos mangas de diez vueltas y diez pilotos cada una. Los diez mejores pilotos pasan a la final, nuevamente a diez vueltas.
Tanto las tandas de clasificación como las mangas, las semifinales y la final otorgan puntos. El campeonato también tiene un sistema de lastres, que penalizan a los pilotos que alcanzan el podio. Como complemento a la categoría principal, existen campeonatos paralelos de motociclismo (Pilot Bike) y buggys (Trophée Andros Féminin y Sprint Car).

## Campeones
| Temporada | Champion auto Elite (1990-2015) Elite Pro (después de 2015) | Champion auto Elite (1990-2015) Elite Pro (después de 2015) | Champion auto Elite (1990-2015) Elite Pro (después de 2015) | Trophée Andros Elite (desde 2015) | Trophée Electrique | Champion moto Pilot Bike (1998-2015) AMV Cup (después de 2015) | Trophée Féminin       |
| Temporada | Nombre                                                      | Marca                                                       | Equipo                                                      | Trophée Andros Elite (desde 2015) | Nombre             | Nombre                                                         | Nombre                |
| --------- | ----------------------------------------------------------- | ----------------------------------------------------------- | ----------------------------------------------------------- | --------------------------------- | ------------------ | -------------------------------------------------------------- | --------------------- |
| 1990      | Éric Arpin                                                  | Peugeot 205 Turbo 16                                        |                                                             |                                   |                    |                                                                |                       |
| 1990-1991 | Maurice Chomat                                              | Citroën AX Sport                                            |                                                             |                                   |                    |                                                                |                       |
| 1991-1992 | Dany Snobeck                                                | Mercedes 190 16S                                            | Team Snobeck                                                |                                   |                    |                                                                |                       |
| 1992-1993 | Dany Snobeck                                                | Mercedes 190 16S                                            | Team Snobeck                                                |                                   |                    |                                                                |                       |
| 1993-1994 | François Chauche                                            | Mega                                                        |                                                             |                                   |                    |                                                                |                       |
| 1994-1995 | François Chatriot                                           | Opel Astra                                                  | Opel France Team Snobeck                                    |                                   |                    |                                                                |                       |
| 1995-1996 | Yvan Muller                                                 | BMW 318i Compact                                            | Oreca                                                       |                                   |                    |                                                                |                       |
| 1996-1997 | Yvan Muller                                                 | BMW 318i Compact                                            | Oreca                                                       |                                   |                    |                                                                |                       |
| 1997-1998 | Yvan Muller                                                 | Opel Tigra                                                  | Opel France Team Snobeck                                    |                                   |                    | David Baffeleuf                                                |                       |
| 1998-1999 | Yvan Muller                                                 | Opel Tigra                                                  | Opel France Team Snobeck                                    |                                   |                    | David Baffeleuf                                                |                       |
| 1999-2000 | Yvan Muller                                                 | Opel Astra                                                  | Opel France Team Snobeck                                    |                                   |                    | Christophe Roblin                                              |                       |
| 2000-2001 | Yvan Muller                                                 | Opel Astra                                                  |                                                             |                                   |                    | David Baffeleuf                                                |                       |
| 2001-2002 | Yvan Muller                                                 | Opel Astra                                                  |                                                             |                                   |                    | David Baffeleuf                                                | Véronique Patier      |
| 2002-2003 | Marcel Tarrès                                               | Citroën Xsara                                               |                                                             |                                   |                    | David Baffeleuf                                                | Emilie Petit          |
| 2003-2004 | Yvan Muller                                                 | Kia Rio                                                     | Team Kia                                                    |                                   |                    | David Baffeleuf                                                | Aurélia Marti         |
| 2004-2005 | Yvan Muller                                                 | Kia Rio                                                     | Team Kia                                                    |                                   |                    | David Baffeleuf                                                | Margot Laffite        |
| 2005-2006 | Yvan Muller                                                 | Kia Rio                                                     | Team Kia                                                    |                                   |                    | Maxime Emery                                                   | Marlène Broggi        |
| 2006-2007 | Alain Prost                                                 | Toyota Auris                                                | Team Toyota France                                          |                                   |                    | Maxime Emery                                                   | Audrey Roche          |
| 2007-2008 | Alain Prost                                                 | Toyota Auris                                                | Team Toyota France                                          |                                   |                    | Maxime Emery                                                   | Anne-Sophie Lemonnier |
| 2008-2009 | Jean-Philippe Dayraut                                       | Škoda Fabia                                                 | Škoda Racing Team                                           |                                   |                    | Eddy Richer                                                    | Marie-Pierre Cripia   |
| 2009-2010 | Jean-Philippe Dayraut                                       | Škoda Fabia                                                 | Saintéloc Racing                                            |                                   | Nicolas Prost      | Sylvain Dabert                                                 |                       |
| 2010-2011 | Jean-Philippe Dayraut                                       | BMW Serie 1                                                 | Saintéloc Racing                                            |                                   | Nicolas Prost      | Maxime Emery                                                   |                       |
| 2011-2012 | Alain Prost                                                 | Dacia Lodgy                                                 | Team Dacia                                                  |                                   | Christophe Ferrier | Sylvain Dabert                                                 |                       |
| 2012-2013 | Jean-Philippe Dayraut                                       | Mini Countryman                                             | Saintéloc Racing                                            |                                   | Christophe Ferrier | Sylvain Dabert                                                 |                       |
| 2013-2014 | Jean-Philippe Dayraut                                       | Mazda 3                                                     | Team Mazda France                                           |                                   | Christophe Ferrier | Sylvain Dabert                                                 |                       |
| 2014-2015 | Jean-Philippe Dayraut                                       | Mazda 3                                                     | Team Mazda France                                           |                                   | Nathanaël Berthon  | Sylvain Dabert                                                 | Marine Mercier        |
| 2015-2016 | Jean-Baptiste Dubourg                                       | Renault Clio                                                | DA Racing                                                   | Eddy Bénezet                      | Matthieu Vaxivière | Sylvain Dabert                                                 | Clémentine Lhoste     |
| 2016-2017 | Jean-Baptiste Dubourg                                       | Renault Clio 3                                              | DA Racing                                                   | ´Nathanaël Berthon                | Christophe Ferrier | Sylvain Dabert                                                 | Margot Laffite        |
| 2017-2018 | Jean-Baptiste Dubourg                                       | Renault Captur                                              | DA Racing                                                   | Eddy Bénezet                      | Aurélien Panis     | Sylvain Dabert                                                 | Margot Laffite        |
| 2018-2019 | Jean-Baptiste Dubourg                                       | Renault Captur                                              | DA Racing                                                   | Dorian Boccolacci                 | Christophe Ferrier | Maxime Emery                                                   | Margot Laffite        |
| 2019-2020 | Aurélien Panis                                              | Audi A1                                                     | Desconocido                                                 | Jérémy Sarhy                      | -                  | Sylvain Dabert                                                 | Clémentine Lhoste     |
| 2020-2021 | Jean-Baptiste Dubourg                                       | Renault Zoe                                                 | DA Racing                                                   | Sylvain Pussier                   | -                  | Vivien Gonnet                                                  | Clémentine Lhoste     |